# Equacions de camp d'Einstein
Les equacions de camp d'Einstein, també anomenades simplement equacions d'Einstein o equació d'Einstein, són el conjunt bàsic d'equacions de la relativitat general. Descriuen la relació entre la curvatura de l'espaitemps (expressada amb el tensor d'Einstein) i l'energia i el moment dins l'espaitemps (expressada amb el tensor energia-impuls). En altres paraules, permeten determinar la curvatura de l'espaitemps a partir de la distribució de masses i energies que hi ha en aquest espaitemps, així com determinar com es desplacen les masses a causa de la mateixa curvatura de l'espaitemps. Aquesta curvatura de l'espaitemps s'interpreta com el camp gravitatori creat per les masses.
De forma molt aproximada, les equacions d'Einstein tenen l'estructura general:
| curvatura de l'espaitemps {\displaystyle \leftrightarrow } distribució de matèria i energia a l'espaitemps |

En realitat, però, les equacions són un conjunt de deu equacions diferencials no lineals, que es poden agrupar en una sola equació tensorial. Les equacions de camp es redueixen a la llei de Newton de la gravetat en el límit no relativista (és a dir, a velocitats baixes i camps gravitacionals febles).

## Forma matemàtica de les equacions de camp d'Einstein
Les equacions de camp d'Einstein s'acostumen a escriure de la forma següent:
| {\displaystyle R_{\mu \nu }\ -\ {\frac {1}{2}}\,g_{\mu \nu }\,R\ -\ \Lambda \ g_{\mu \nu }\ =\ -{\frac {8\pi G}{c^{4}}}\ T_{\mu \nu }} |

en què {\displaystyle R_{\mu \nu }} és el tensor de Ricci, R és l'escalar de Ricci, {\displaystyle g_{\mu \nu }} és el tensor mètric, Λ és la constant cosmològica, G és la constant gravitacional (aprox. 6,6742·10-11 m³kg-1s-2), c és la velocitat de la llum (exactament 299.792.458 m/s) i {\displaystyle T_{\mu \nu }} és el tensor energia-impuls.
D'aquesta manera, les equacions de camp d'Einstein s'escriuen com una equació tensorial que relaciona un conjunt de tensors simètrics 4 × 4. Està escrita en funció dels seus components; cada tensor té 10 components independents (dels 16 possibles) i, a causa de la llibertat per a escollir les coordenades d'un espaitemps de quatre dimensions, se n'obtenen finalment sis equacions independents.
Les equacions de camp d'Einstein permeten conèixer el tensor mètric {\displaystyle g_{ab}}, donada una distribució de matèria i d'energia expressada en forma d'un tensor energia-impuls. Malgrat el seu aspecte simple, en realitat és un conjunt bastant complex, especialment perquè el tensor de Ricci i l'escalar de Ricci depenen de la mètrica.
Λ, la constant cosmològica, fou introduïda per Einstein per permetre solucions estàtiques del model cosmològic que s'obté de les equacions. Posteriorment, el mateix Einstein va qualificar aquest terme com «el major error de la meva vida», però avui en dia torna a plantejar-se la qüestió, ja que les observacions astronòmiques semblen implicar que Λ és diferent de zero, al capdavall (vegeu energia fosca i model Lambda-CDM). Si considerem Λ = 0, l'equació es pot escriure de manera més simplificada definint el tensor d'Einstein:
{\displaystyle G_{\mu \nu }=R_{\mu \nu }-{1 \over 2}Rg_{\mu \nu }}
que és un tensor simètric de rang 2 i que depèn de la mètrica. Si treballem en el sistema d'unitats en què G = c = 1, obtenim:
{\displaystyle G_{\mu \nu }=-8\pi T_{\mu \nu }\,}
La part de l'esquerra representa la curvatura de l'espaitemps tal com queda determinada per la mètrica, i l'expressió de la dreta representa el contingut de massa i energia de l'espaitemps. Aquesta equació es pot interpretar, llavors, com un conjunt d'equacions que descriuen com la curvatura de l'espaitemps es relaciona amb el contingut de massa/energia de l'univers. Aquestes equacions, juntament amb l'equació de la geodèsica, formen el cor de la formulació matemàtica de la relativitat general.

## Solucions de les equacions
Les equacions de camp d'Einstein tenen moltes solucions possibles, en funció de les condicions inicials que hi imposem, com característiques del tensor energia-impuls o determinades restriccions a la mateixa solució, com certes simetries. Les solucions de les equacions són mètriques de l'espaitemps; per tant, sovint, aquestes solucions s'anomenen simplement «mètriques». Aquestes mètriques descriuen l'estructura (la geometria) de l'espaitemps i el moviment inercial de masses dins d'aquest espaitemps.
Com les equacions són no lineals, no es poden solucionar de manera exacta (és a dir, sense fer aproximacions). Per exemple, no es coneix una solució analítica completa per a un espaitemps amb dos cossos massius en aquest (que és un model teòric d'un sistema estel·lar binari, per exemple). Tot i així, això no vol dir que no es puguin obtenir solucions numèriques i, a més, és habitual realitzar-hi aproximacions simplificadores. Malgrat la complexitat del procés de solució, hi ha diversos casos en què s'han trobat les solucions analítiques exactes de les equacions de camp, són les anomenades solucions exactes de la relativitat general.
Un cas especialment simple es produeix quan considerem el cas de l'espai buit, sense masses ni efectes gravitatoris. En aquest cas, el tensor impuls-energia, {\displaystyle T_{\mu \nu }}és igual a zero en la regió considerada, i les equacions de camp, sense constant cosmològica, es poden escriure com:
{\displaystyle G_{\mu \nu }=0\,}
Les solucions d'aquest cas es coneixen com a «solucions del buit». L'exemple més simple de solució del buit és l'espai de Minkowski pla, mentre que altres solucions no trivials són la mètrica de Schwarzschild o la mètrica de Kerr.